# Outta Nowhere
Outta Nowhere is een nummer van de Cubaans-Amerikaanse rapper Pitbull uit 2013, met een refrein ingezongen door de Colombiaans-Amerikaanse producer Danny Mercer. Het is de vijfde en laatste single van Pitbulls zevende studioalbum Global Warming.
Het nummer klinkt anders dan andere nummers van Pitbull. Hoewel Pitbull meestal dansbare en vrolijke muziek maakt, is "Outta Nowhere" een wat serieuzer nummer dat meer tegen de rock aanligt. Het nummer werd enkel in Nederland, Oostenrijk, Oekraïne en Libanon een klein hitje. In de Nederlandse Top 40 haalde het een bescheiden 34e positie, en in Vlaanderen haalde het de 20e positie in de Tipparade.